# Wu Zixu
Nota: els nom són en caràcters simplificats seguits de les transliteracions en tradicional i Pinyin.
Wu Yun (s:伍员|t:伍員;~ - 484 aC), més conegut pel seu nom estilitzat Zixu (子胥), és l'ancestre més conegut de la gent amb el cognom de Wu. Totes les branques de clans Wu el reivindiquen com el seu "primer ancestre". Visqué en el període de Primaveres i Tardors (722-481 aEC) de la història xinesa. Els registres històric de Wu són trobats en dos famosos clàssics de la literatura xinesa: Registres Històrics (史記; Shǐjì) de Sima Qian i L'art de la guerra de Sun Tzu.